# Mario Gherarducci
Mario Gherarducci (Reggio Calabria, 28 settembre 1933 – Pomezia, 13 aprile 2012) è stato un giornalista, scrittore e pallanuotista italiano.
Dopo una carriera a buoni livelli nella pallanuoto (militò anche in serie A con la canotta della Rari Nantes Napoli), intraprende la professione di giornalista con il quotidiano Roma.
Nel 1962 viene chiamato da Gino Palumbo per far parte della redazione sportiva del Corriere della Sera, giornale per il quale scrive fino al 2006. Dal 1977 al 1985 è anche caporedattore della stessa redazione.
Grande appassionato di calcio, pallanuoto e pugilato, ha seguito come cronista due mondiali di calcio e ben otto edizioni delle Olimpiadi estive e due invernali. Suo figlio Giampaolo ha seguito le sue orme diventando giornalista per Mediaset, mentre l'altro figlio Giorgio è uno dei componenti della Gialappa's Band.
È scomparso nel 2012 all'età di 78 anni.

## Opere
- Olimpia amore mio: storia e personaggi dei Giochi olimpici moderni dal 1896 ai giorni nostri, Edizioni Landoni, Legnano 1984.
- I padroni del pallone, Siad Edizioni, Milano 1985.
- I giochi sono fatti. La storia, i personaggi e i risultati delle Olimpiadi dal 1896 ai nostri giorni, Zelig, Milano 1996.